# Äganderätt
Denna artikel behandlar juridiska aspekter på äganderätten i Sverige. För filosofiska och ideologiska synpunkter, se ägande.
Äganderätt är en idé om ett materiellt rättighetsanspråk, där ägaren besitter kontrollmakt över en individuellt bestämd materiell sak, en egendom, med vissa befogenheter. Äganderätten är den mest grundläggande och långtgående juridiska rättsidén till ett fysiskt föremål. Det är en idé om en rätt att fritt förfoga över en individuellt bestämd fysisk sak i alla hänseenden som inte är särskilt undantagna genom lag, avtal eller sedvanerätt.
Äganderätten har en rättslig verkan mot varje annan tredje man, det så kallade tredjemansskyddet. Rättsliga anspråk över egendom hävdas genom att väcka talan vid domstol om fastställelse av en bättre rätt gentemot konkurrerande rättsliga anspråk. Genom att domstolen fastställer att ett bestämt rättsförhållande råder, får domen en positiv rättskraft. Domen är exigibel, det vill säga att kronofogdemyndigheten får rätt att omedelbart verkställa domen i enlighet med dess innehåll. Rättsmedlet är handräckning till hjälp att kunna få ut egendomen från den person som har besittningen till egendomen.

## Olika typer av egendom
Äganderättens objekt kallas för egendom. Egendom delas i sin tur in i lös egendom respektive fast egendom. Äganderättens subjekt kallas för ägare. Äganderätten beskriver rättsförhållandet mellan ägaren och egendomen. 
Fast egendom är mark samt de saker som permanent finns på marken och som har samma ägare, såsom hus. Allt annat är lös egendom, inklusive till exempel hus på arrenderad mark och immateriella objekt. Flyttbar lös egendom som är fysiska objekt kallas normalt för lösöre. 
Fast egendom indelas i fastigheter. Fastighetsindelning är i huvudsak resultat av fastighetsbildning och en fastighetsgräns som blivit lagligen bestämd har den sträckning som utmärkts på marken. Har gräns ej blivit lagligen bestämd, gäller de rå och rör eller andra märken som av ålder ansetts utmärka gränsen. Fastigheterna registreras i fastighetsregister. 
Upphovsrätt över immateriella verk och patenträtt är inte att jämställa med äganderätt. Ett immateriellt verk kan inte ägas på samma sätt som materiella ting utan upphovsrätten innebär i stora drag kontroll över hur verket får reproduceras eller framföras.

## Äganderättens övergång
Det finns tre olika sätt att göra ett laga fång (förvärv). Det originära fånget innebär att en person blir ägare till egendom utan att ta över äganderätten från en annan tidigare ägare. Det derivativa fånget innebär att äganderätten härleds från en annan tidigare ägare, vilken har medverkat i äganderättsövergången (ex ägandebytesavtal). Slutligen innebär det exstinktiva fånget att en annan tidigare ägares äganderätt utsläcks, trots att den ursprungliga ägaren inte har medverkat i ett ägandebytesavtal med den nya ägaren (ex godtrosförvärv och expropriation).
Vanligtvis menas när det talas om äganderättens övergång att en förvärvare av ett objekt har fått ett skydd mot en överlåtares borgenärers krav. För att uppnå skydd mot tredje mans krav i ett objekt behövs det ofta tradition av objektet. I de andra förekommande fallen när tradition inte är möjligt krävs denuntiation eller registrering av rättshandlingen eller objektet.

## Källhänvisningar
1. ↑   äganderätt i Nationalencyklopedins nätupplaga. Läst 14 mars 2015.